# Takao Doi
Takao Doi (土井隆雄?, Doi Takao; Tokyo, 18 settembre 1954) è un ingegnere e astronauta giapponese.

## Biografia
Nato a Tokyo, ha conseguito un dottorato in ingegneria aerospaziale alla Università Imperiale di Tokyo, dove ha studiato nei campi dei sistemi di propulsione e della microgravità. Ha compiuto ricerche all'Institute of Space and Astronautical Science. Nel 2004 ha conseguito il dottorato di ricerca in astronomia alla Rice University. Da appassionato astrofilo amatoriale ha scoperto le supernovae SN 2002gw e SN 2007aa.

## Carriera NASA
È stato selezionato nel 1985 per il programma spaziale giapponese, mentre conduceva studi negli Stati Uniti al Lewis Research Center della NASA e alla University of Colorado. Ha volato in qualità di specialista di missione nella missione STS-87 nel 1997 e divenne il primo astronauta giapponese a effettuare una passeggiata spaziale.
Nel 2008 ha partecipato alla missione STS-123, durante la quale ha visitato la Stazione spaziale internazionale e ha contribuito all'installazione del primo componente del Japanese Experiment Module e dello Special Purpose Dexterous Manipulator, un braccio robotico di costruzione canadese.